# Волжский (Рыбинск)
Волжский — микрорайон в городе Рыбинске Ярославской области.

## Топоним
Народные названия — ВМЗ, «Мехзавод», «Механа».

## География
Расположен на левом берегу Волги у подножья плотины Рыбинского водохранилища, в южной части Каменниковского острова, и имеет протяженность вдоль реки Волги около четырёх километров при сравнительно небольшой ширине — около 900 метров. Фактически, в этой части реки берет начало Горьковское водохранилище.
Микрорайон, как и город Рыбинск, находится в зоне умеренно континентального климата. Волжский окружен преимущественно хвойным и смешанным лесом, имеется несколько искусственных лесопосадок.

## История
Территорию современного поселка можно проследить в «Генеральном геометрическом плане Города Рыбнова и Уезда, состоящему в Ярославском Наместничестве» от 1792 года. На месте Волжского существовали деревни Климовская, Еремейцево, Поповская, Мизино, Омут. До первой половины 20 века поселок не имел определённых очертаний. В 30- е годы для развития государства правительство СССР переходит к наращиванию экономического потенциала, встав на путь ускоренной индустриализации, важнейшей целью которой была выработка электричества для Центральной части СССР. В 1935 году вышло Постановление СНК СССР «О строительстве гидроузлов в районе Углича и Рыбинска». В процессе стройки гидроузла началось возведение корпусов Механического завода, на котором производились детали установок и турбин для Рыбинской ГЭС. В то же время стал строиться и рабочий посёлок. В основном, это был комплекс деревянных бараков, в которых жили строители, инженеры и обслуживающий персонал. В военное время, несмотря на то, что завод авиационных двигателей (ныне ПАО «ОДК — Сатурн») был эвакуирован в Уфу, производство деталей для Рыбинской гидроэлектростанции осталось на прежнем месте и было перепрофилировано в механические мастерские Гидростроя (Волгостроя).

Впоследствии на месте мастерских разместился Волжский машиностроительный завод (ВМЗ), работавший на нужды военно — промышленного комплекса и «мирного атома» (оборудование для АЭС и институтов для работ по ядерному топливу, разработки для горно — обогатительных комбинатов и т. д.). Директором завода в 1960—1990 гг. был Анатолий Алексеевич Герасимов, с именем которого связаны годы расцвета ВМЗ и Волжского. Находясь на пенсии, Анатолий Алексеевич продолжал работать на заводе, в начале 90-х возглавляя центральную научно — исследовательскую лабораторию. После назначения на должность директора Герасимову в короткие сроки предстояло обеспечить освоение выпуска новой продукции, реконструкцию предприятия, формирование технически грамотного, творческого коллектива, способного справиться с поставленными задачами. Было создано строительное управление, без которого немыслимо было развитие завода и сооружение поселка, потом руководство предприятия взялось за создание систем водо-и-теплоснабжения, газификации производственной и бытовой территорий. Началось строительство жилья. При этом не забывались и производственные вопросы, проблемы реконструкции и развития предприятия, шло возведение новых производственных корпусов. Завод успешно осваивал выпуск новых изделий — камерного оборудования, арматуры, вибротранспорта, специальной техники, оборудования для атомных станций. Завод и поселок преображались на глазах. Причем от пятилетки к пятилетке темпы экономического и социального развития возрастали. Завод вышел в число лидеров отрасли и прочно удерживал завоеванные позиции многие годы.

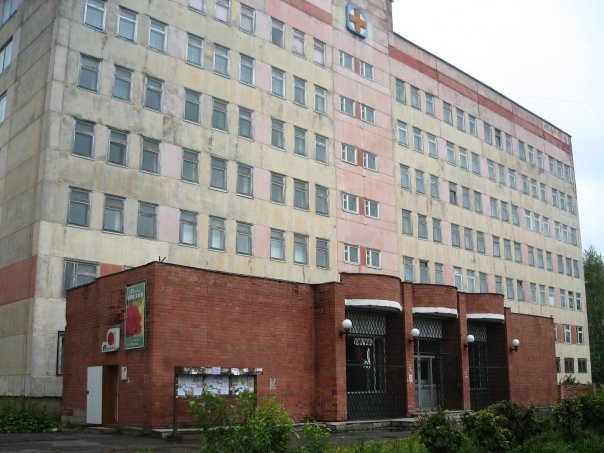
Вид на 7-этажную поликлинику

В восьмидесятые годы завод достиг такого технического уровня, что стал обладать уникальными производственными возможностями, позволяющими выпускать продукцию мирового класса. Образцовыми стали культура производства, уровень её организации. Из некогда примитивного поселка с деревянными домами Волжский превратился в крупный благоустроенный район города с 30- тысячным населением и развитой инфраструктурой. Здесь были построены 9 детских комбинатов, 3 крупные школы, прекрасный Дворец культуры, стадион, спорткомплекс «Юность» с плавательным бассейном, комплекс для профессионально — технического обучения, Дом быта, Дом связи, современная поликлиника, несколько предприятий общепита, развитая сеть магазинов, первоклассная база ОРСа, оздоровительный детский лагерь, заводская база отдыха. Поднялись ввысь десятки прекрасных домов, отличающихся современной архитектурой.
Так как Волжский машиностроительный завод относился к Министерству среднего машиностроения СССР, жители микрорайона с населением 30 000 человек имели лучшее в городе жильё, инфраструктуру и «московское» обеспечение. Поэтому в советское время рыбинцы из других частей города завистливо называли жителей Волжского «колбасниками» за то, что в эпоху тотального дефицита в поселке можно было купить мясную продукцию, лучшую электробытовую и аудио-видеотехнику производства СССР, импортные товары. Сам же микрорайон получил прозвище ФРГ (Федеративная Республика Герасимова), по имени директора ВМЗ.
В настоящее время Волжский машиностроительный завод не сохранился (в 1999 году объявлен банкротом), а на его территории и в производственных цехах разместились АО «Русская механика» и АО «ОДК — Газовые турбины». Первое предприятие производит мототехнику летней и зимней тематики (снегоходы «Тайга», «Буран (снегоход)», «Тикси»; скутеры и ATV RM — GAMAX и др.), а второе — турбины для газоперекачивающих станций, ГТД и нестандартное оборудование для атомных станций. Во втором квартале 2009 года на мощностях АО «ОДК — Газовые турбины» было образовано ещё одно предприятие — ЗАО «Энмаш», изготавливающее трубопроводную арматуру.
В микрорайоне расположено предприятие ООО «Рыбинскэлектрокабель» — крупнейший в России завод по выпуску кабелей на среднее напряжение (до 35 кВ), принадлежащий группе компаний Prysmian — ведущему европейскому производителю кабельной продукции.
В микрорайоне с 2007 года работает завод по переработке мусора.

## Инфраструктура

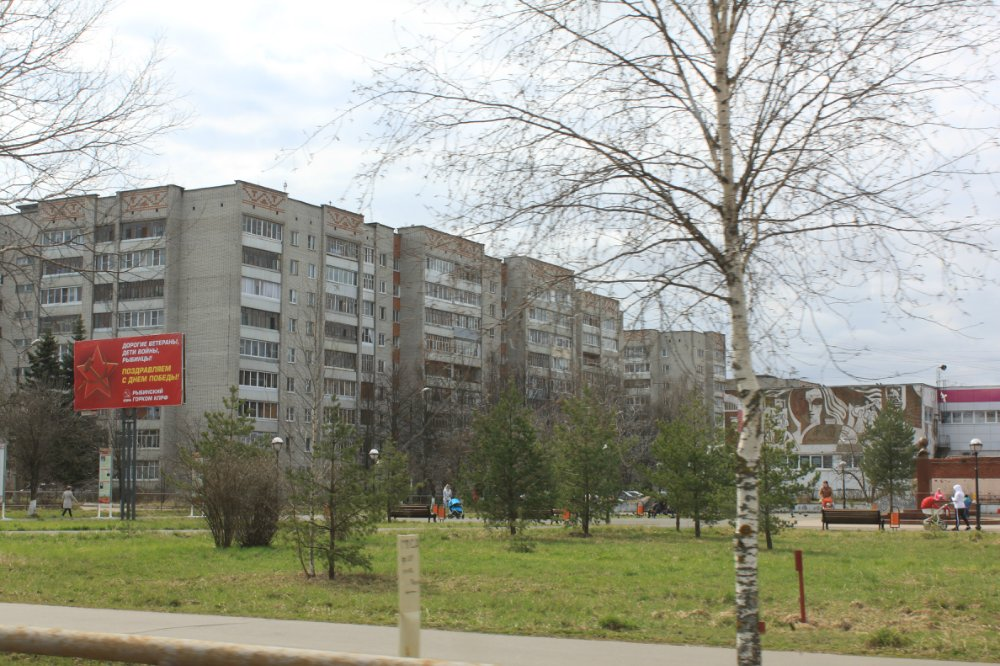
Вид на микрорайон и площадь Герасимова

Два первых жилых кирпичных дома появились на ул. Сеченова в 1948 году, благоустройство и расширение поселка закончилось в 80- е годы прошлого века. В это время поселок был самым быстроразвивающимся в городе по застройке территории и инфраструктуре. В микрорайоне находятся 7 детских садов, 2 школы: № 8, № 17 (с кадетскими классами), профессиональный лицей № 38, 3 детских дома, спортивный комплекс «Юность» с бассейном, стадионом «Металлист» и катком. Микрорайон располагает крупнейшей в городе 7- этажной поликлиникой, городской больницей № 3 (до 1996 года — медико — санитарная часть № 23 третьего главного управления при Минздраве СССР). В районе улиц Черняховского и Желябова располагается парк отдыха, в районе улицы Сеченова вдоль реки Волги находится парковая зона с установленным там монументом первым советским космонавтам.
В микрорайоне работают универсамы и супермаркеты сетей: «Дружба», «Магнит», «Пятёрочка», «FixPrice», «Бристоль» и другие магазины.
Стоит отметить территориальную распределённость торговых точек в микрорайоне, что позволяет жителям с комфортом совершать необходимые покупки.

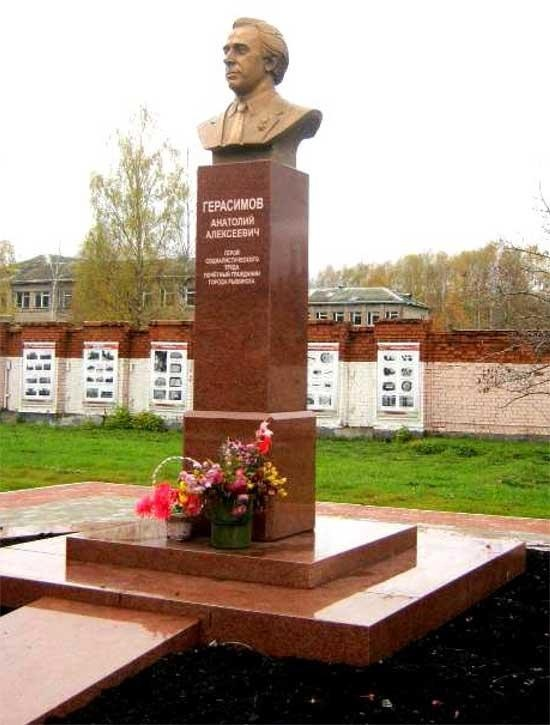
Бюст Герасимов А. А.

С 2010 года шло укрепление набережной вдоль реки Волги на всем протяжении поселка, которая впоследствии станет отличным местом для прогулок и отдыха жителей микрорайона.
22 апреля 2012 года в день 90- летия со дня рождения Анатолия Герасимова, состоялась закладка мемориальной капсулы с биографией почетного гражданина Рыбинска в постамент будущего памятника. 23 апреля глава города объявил о присвоении будущей площади и средней школе № 17 имени Анатолия Герасимова. 7 июля 2012 года, в день празднования Дня посёлка Волжский, состоялось открытие памятника основателю посёлка в его современном виде, посвятившему всю свою трудовую жизнь людям, проживающим здесь После открытия монумента была благоустроена прилегающая территория в районе улицы Звездная общей площадью 2300 квадратных метров, тротуарной плиткой выложены дорожки у монументальной зоны памятника, высажены зеленые насаждения, установлены лавочки для отдыха, построен детский городок. В процессе благоустройства сложившийся годами маршрут движения заводчан к проходным не изменился, только по пути на работу людей будет вдохновлять на трудовые свершения «бронзовый» Герасимов.

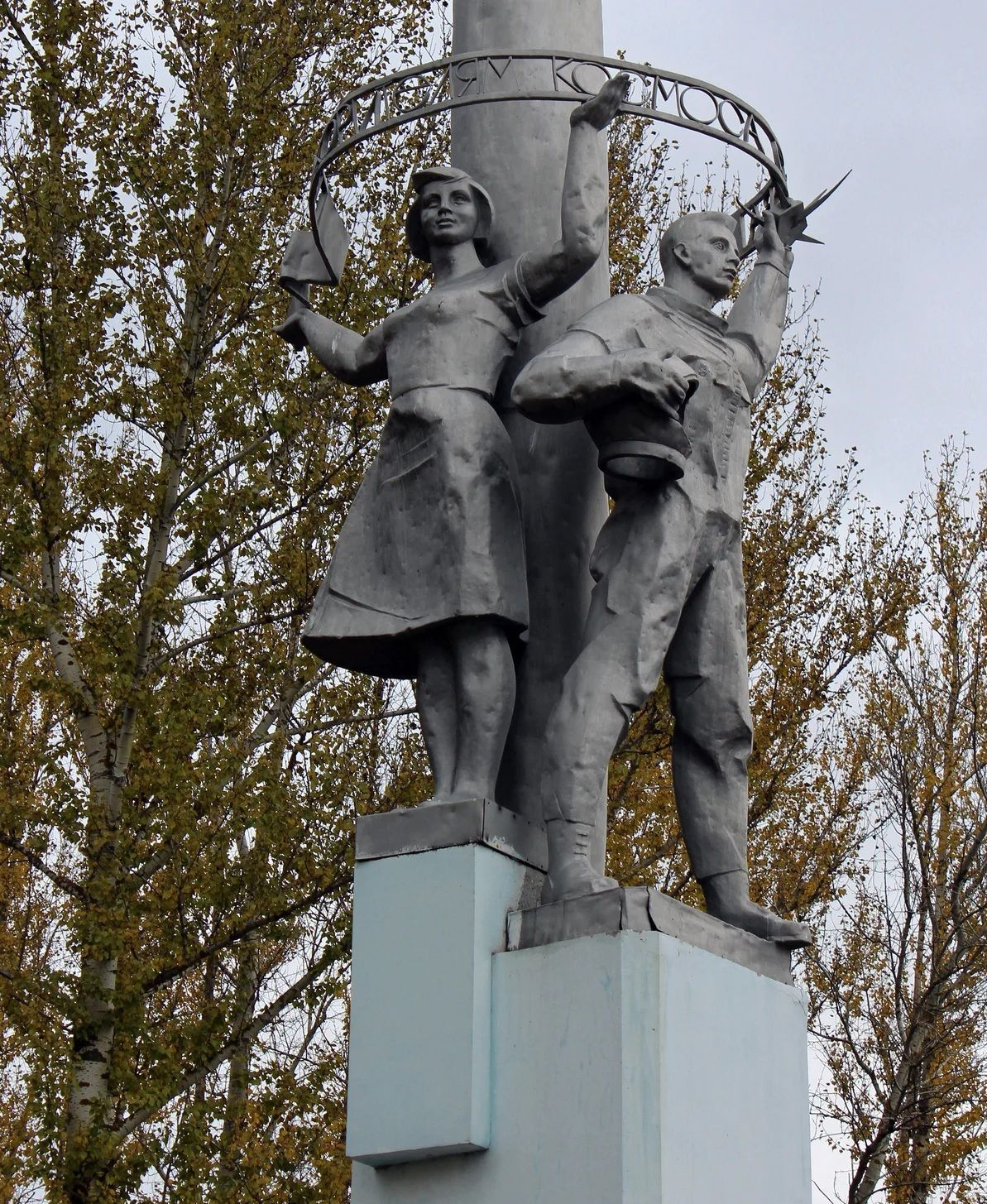
Монумент «Слава покорителям космоса»

Парк, располагающий в микрорайоне на улицах Черняховского и Желябова был построен ещё в 60- е годы прошлого века и давно нуждался в восстановлении и обновлении. В 2019 были проведены работы по благоустройству этого места отдыха для жителей микрорайона по губернаторской программе «Решаем вместе» в Рыбинске. Были выложены плиткой пешеходные дорожки, дополнительно высажены зеленые насаждения, заменена ливневка, установлены новые лавочки для отдыха и урны для сбора мусора, рабочие смонтировали освещение в виде новых фонарных столбов, восстановили фонтан. В парке был установлен детский городок и спортивный комплекс из брусьев и турников.
В парковой зоне вдоль реки Волги на улице Сеченова в 1966 году был установлен памятник «Слава покорителям космоса» после приезда в Рыбинск девятого советского космонавта (тринадцатого в мире) Б. Б. Егорова для проведения испытаний гермокамеры космического звездолета с оранжереей на борту. Первый космический врач Борис Егоров высоко оценил вклад мастеров завода среднего машиностроения в создание уникальной космической лаборатории. Эта парковая зона в старой части микрорайона Волжский также нуждается в восстановлении и реконструкции.

## Застройка микрорайона

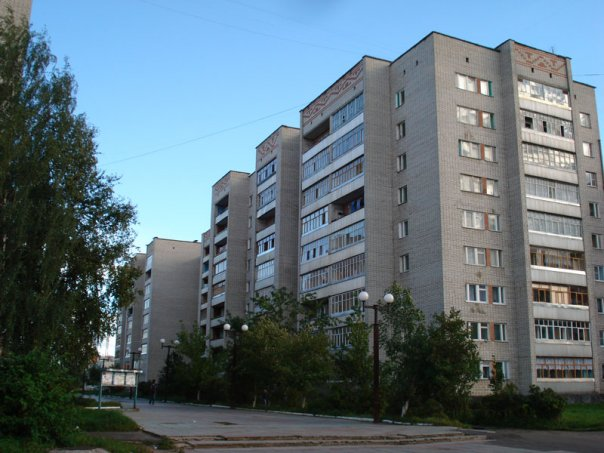
Застройка в Волжском

Жилой фонд — отличный, об этом красноречиво свидетельствует тот факт, что в микрорайоне, где проживает свыше 13 % населения города, нет ни одного панельного дома, что подчеркивает финансовое благополучие поселка в советское время. В жилом фонде микрорайона 90 % квартир новой планировки и это значительно отличает Волжский от других районов города.
Застройка микрорайона велась с северо — запада на юго — восток. На северо — западе микрорайона расположен квартал типовых двухэтажных и несколько трехэтажных сталинских домов. Кроме них, в северо — западной части микрорайона располагаются кирпичные хрущевки серии 1-447. Особенностью Волжского являются балконы — перемычки между двумя стоящими рядом домами.
Основной массив жилой застройки Волжского составляют кирпичные дома серий 114-85 и 114-86 высотой от 5 до 9 этажей. Вдоль набережной Космонавтов сплошная пятиэтажная застройка из серого силикатного кирпича разрежена 12- этажными башенными домами типовых серий Щ-5416 и Э-93, построенными из красного кирпича.
Во времена бурного строительства микрорайон планировали застроить многоэтажными домами до микрорайона ГЭС-14, по плану численность населения должна была составлять 50 000 — 60 000 человек.
Строительство нового жилья в настоящее время практически не ведётся — в период с 1992 по 2011 г. сдан всего 1 дом по адресу - ул. Владимирского, дом 3. На месте старого клуба планировалось строительство нового спортивного комплекса с кортами для большого и настольного тенниса, с тренажерным залом и крытой дорожкой для катания на роликовых коньках, но, к сожалению, этот проект воплотить в жизнь так и не удалось. На этом месте был построен 5- этажный жилой дом.

## Туризм, активный отдых
Лесной бульвар, который начинается от улицы Толбухина, служит местом для активного отдыха горожан. В летнее время это хорошее место для велосипедных и пеших прогулок, пикников, сбора ягод, а зимой здесь прокладывается лыжня до пионерского лагеря «Полянка». Неподалёку находятся песчаные и песчано-галечные пляжи Рыбинского водохранилища. Близко расположенное водохранилище популярно среди рыбаков и любителей активного отдыха.

## Спорт

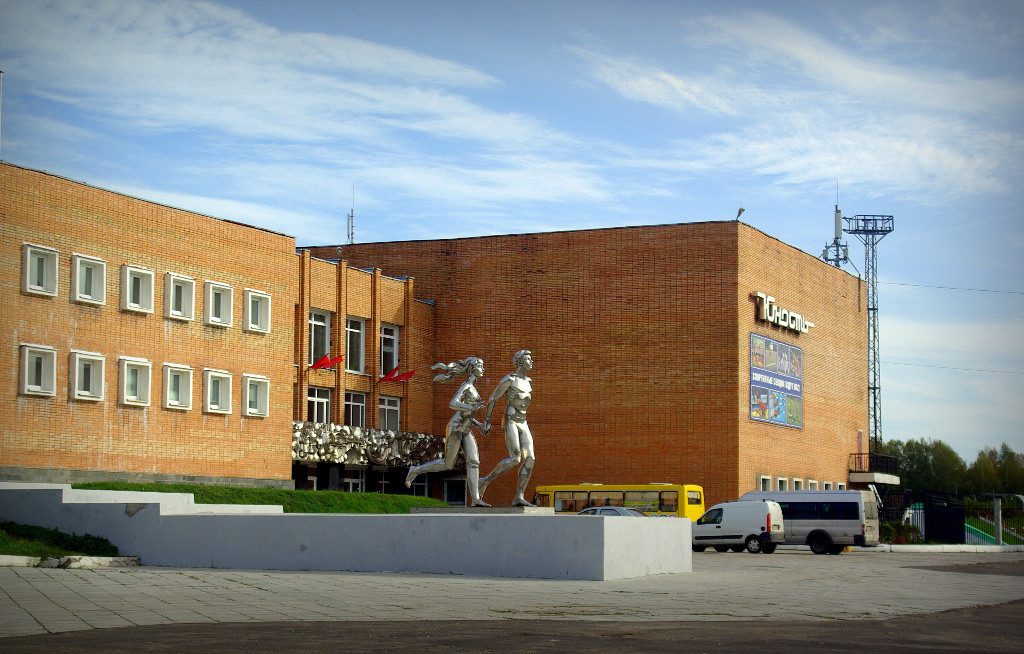
ФОК «Юность»

В микрорайоне располагается один из спортивных комплексов города. В его состав входят физкультурно — оздоровительный комплекс «Юность» и стадион «Металлист». На базе спортивного комплекса работает МУ ДО Специализированная детско — юношеская спортивная школа олимпийского резерва № 12.
ФОК «Юность» имеет четыре спортивных зала: тренажерный — с силовыми и кардиотренажерами, теннисный и спортивный игровой залы, специализированный зал для борьбы, зал для единоборств, а также плавательный бассейн и физкультурно — восстановительный центр, включающий две сауны с большим бассейном и комнаты отдыха. Работают секции волейбола, баскетбола, мини — футбола, большого тенниса, городошного спорта, а также секции по различным видам борьбы.
На стадионе «Металлист» находится футбольное поле с трибунами на 3000 мест и восемью беговыми дорожками с синтетическим покрытием, а также запасное поле, в зимнее время служащее катком для активного отдыха жителей. Есть три площадки для городошного спорта.
Каждый год в спортивном комплексе проводится турнир по самбо, посвященный памяти Анатолия Герасимова — директора Волжского машиностроительного завода, основателя микрорайона Волжский.

## Религия
По многочисленным просьбам жителей микрорайона, на месте бывшей танцевальной площадки «Алые паруса» построен храм в честь святителя Николая Чудотворца

## Транспорт
Мост, связывающий Волжский с правобережной частью Рыбинска, был запланирован ещё в 1979 году, для чего возле улицы Энергетиков, напротив развилки улицы Рокоссовского и Шекснинского шоссе, зарезервировано пространство. В новом генеральном плане от 2008 года мост, являющийся частью продолжения городской окружной дороги, также присутствует. На начало 2020 года строительство моста не начато и пока не планируется.
В отсутствие моста связь Волжского с центром осуществляется через дамбу водосбросной плотины Рыбинской ГЭС и шлюзы Рыбинского водохранилища.
До центра можно доехать примерно за 40 минут на автобусе (16 — единственный автобусный маршрут, который связывает микрорайон с центром города) и немного быстрее на маршрутном такси № 16т. До 2023 года действовал автобусный маршрут № 36т. Кроме этих маршрутов, через Волжский проходит автобусный маршрут № 14, связывающий микрорайон Переборы и микрорайон ГЭС-14. Другой, ещё более длинный путь идет через плотину Рыбинской ГЭС и Рыбинский автомобильный мост, что на 3 — 7 км увеличивает длину пути, при этом можно добраться до центра за 15 — 20 минут на автомобиле.

## Качество воды
Микрорайон Волжский был известен очень грязной водопроводной водой. Вода, поступавшая из подземных источников, очистку не проходила и поступала в водопроводную сеть с повышенным содержанием солей железа, марганца и прочих металлов, что, по мнению врачей, являлось причиной роста различных хронических заболеваний. В воде скважин имелось превышение гигиенических нормативов по окисляемости (до 2,5 ПДК), содержанию аммонийных солей (2 ПДК) и сероводорода, что свидетельствовало о поступлении в водоносный горизонт органических загрязнений.
Проект очистных сооружений для микрорайона Волжский был выполнен ещё в 1987 году. Строительство началось в 2001 году. С тех пор строительство велось с перебоями, сроки открытия неоднократно переносились, проект подвергался корректировкам, а сами очистные стали одним из городских долгостроев. Последними заявленными сроками открытия была середина 2009 года, однако они были не выполнены, а позже подрядчик вообще остановил работы. Кроме того, в очередной раз был подвергнут изменениям проект технологии очистки: водозабор, ранее предполагавшийся как подземная скважина, был перенесен в район Рыбинского моря.
Пробный пуск очистных сооружений был запланирован на 28 февраля 2012 года, но не состоялся.
На ежеквартальном совещании администрации города Рыбинска пуск очистных сооружений был перенесен на 7 июля 2012 года. Приёмка здания и оборудования была произведена 1 марта 2012 года в присутствии губернатора Ярославской области Вахрукова Сергея Алексеевича.
Водоочистные сооружения микрорайона были сданы в эксплуатацию 31 октября 2012 года. Теперь они выдают чистую воду, но в связи с ветхим состоянием трубопроводной сети, вода доходит до потребителя с потерей качества.